# Mineração em Parauapebas
A origem do município de Parauapebas está ligada a extração mineral, de modo que a consolidação da atividade mineral no sudeste do Estado, no início da década de 80, modificou não apenas a dinâmica social e econômica da região, mas readequou a realidade amazônica.
O município de Parauapebas, no estado do Pará, se destaca devido o mesmo estar assentado na maior província mineral do país, a Serra dos Carajás, com destaque na extração de minério de ferro, com certa relevância também na extração dos minérios de manganês e ouro. Diante disso, a importância do setor mineral é revelada através dos níveis de produção, da renda gerada, dos investimentos realizados e do papel que exerce no saldo da balança comercial paraense.
A importância da atividade mineral nesse município é expressiva para desenvolvimento social e econômico do município, como uma das principais fontes de trabalho e renda do município, uma vez que sua emancipação ocorreu em virtude da exploração mineral em Carajás, trazendo grande crescimento populacional. Haja vista que, a mineradora Vale S.A tem forte participação nesse processo, através da exploração da reserva, Serra de Carajás, de minério de ferro.

## Contexto histórico
Nos últimos trinta anos o Pará vivenciou novo ciclo produtivo, baseado na extração e exportação mineral, definindo novos padrões econômicos e territoriais, com a instalação na região dos denominados, grandes projetos mineradores (da indústria de extração mineral). Nesse período, cria-se a Companhia Vale do Rio Doce (CVRD),localizada em Minas Gerais , como estratégia para desenvolver a indústria de base no país.
Mais tarde, durante o regime militar, é descoberto o potencial de Carajás no sudeste do Pará, principalmente no que tange à commodity de ferro. Assim, foi concebido o Programa Grande Carajás (PGC), no incipiente município de Parauapebas, para extrair as riquezas minerais e colocá-las à disposição do mercado internacional.
As décadas de 70 e 80 presenciaram o desenvolvimento dos empreendimentos mineiros no estado do Pará, inseridos na estratégia assumida pelos governos militares, ainda na segunda metade da década de 70, de buscar relativa complementaridade da base industrial nacional.
Deve‐se, contudo, ressaltar que a lógica a qual se encontram vinculados esses interesses, seja pela sua magnitude, comportando escalas produtivas imensas, intensivas em capital e tecnologia compatíveis aos padrões internacionais, são determinadas, em última instância, pelos circuitos de produção que têm seus centros de decisão nas empresas transnacionais do setor. A Vale é a principal beneficiária, como também centro de acumulação de capital, na região.
Os grandes projetos minerais estabeleceram uma nova disposição setorial na economia paraense, a partir da instalação das plantas de extração mineral dos interesses da Vale, em associação com capitais nacionais e estrangeiros. O Pará tornou‐se o segundo produtor mineral do país, desencadeando modificações sociais e econômicos, com relativas interferências sobre o comportamento da macro e microeconomia do estado.

## Minério de Manganês
No município de Parauapebas, há também há uma das maiores reservas de minério manganês conhecida no país, descoberta no início dos anos 1970. Entretanto, no cerne dos investimentos voltados para a extração do minério de ferro em Parauapebas, ganhou também viabilidade econômica a exploração das jazidas de manganês do Igarapé do Azul (ou Mina Azul), localizadas na serra de Carajás.
De forma que, no final de 1985, a CVRD iniciou a lavra daquela mina, que contava, na sua primeira fase, com uma usina de beneficiamento do minério com capacidade para processar até 700 mil toneladas/ano.
A Vale atua com a produção de Manganês na mina do Azul, em Parauapebas. A Vale é a maior produtora de manganês no Brasil e responde por cerca de 70% do mercado nacional, sendo responsável por 90% da produção nacional de minério de manganês.

## Minério de Ferro
A descoberta do minério de ferro na Serra de Carajás ocorreu nos anos 60 pela empresa U.S Stell. Estimava-se que existiam 18 bilhões de toneladas de minério de ferro com alto teor na região, dessa quantidade, 13 bilhões de toneladas consistiam em reservas com possibilidades de lavra. Após 10 anos da descoberta, a U.S Stell se associa a Companhia Vale do Rio Doce (CVRD), originando a Amazônia Mineração (AMZA), entretanto essa associação não durou muito tempo. Este fato ocorreu devido a divergências de ideias onde a U.S. Stell tinha o ideal de desenvolver as jazidas mais lentamente que a CVRD, outro ponto para essa dissociação foi a relutância da U.S. Stell em cumprir com sua parte no que se refere aos enormes investimentos para a construção da ferrovia (procurar nome). Como consequência, a CVRD compra a parte da U.S. Stell e assume sozinha as responsabilidades do projeto da AMZA, entretanto, passa ter dificuldades para conseguir financiamentos adicionais. Devido a isso, em 1980, o governo militar acaba dissociando a AMZA, e a CVRD passa a ter o controle direto das jazidas de Carajás.
Com o enorme volume e qualidade da reserva de ferro e da grande potencialidade dos demais recursos naturais da região, em 1982 (ainda sob o governo militar), implanta-se o Projeto Grande Carajás (PGC), onde fazia parte a exploração da riqueza mineral da região e um sistema logístico competente que a incluísse diretamente nos mercados internacionais. A justificativa do governo para a implantação desse projeto consistia na sua importância para o financiamento da dívida externa, que cada vez mais pressionava o orçamento público. Este projeto foi concebido como um desdobramento do Projeto Ferro Carajás, pertencente a CVRD, na qual assegurava as condições para a exploração e transporte das enormes jazidas de minério de ferro do sudeste do Pará.
O Programa Grande Carajás foi um programa pensado, tendo como centro a mineração e siderurgia, mas que também pudesse atuar como dinamizador do desenvolvimento regional. Consistia na implantação de uma rede de infraestrutura, com prioridade para a construção da Estrada de Ferro Carajás no Pará e o complexo portuário em São Luís, estes faziam parte de um sistema mina-ferrovia-porto. Ademais, houve a construção de uma infraestrutura básica com as instalações industrias, equipamentos de lavra, beneficiamento, manuseio do minério, além das usinas de britagem primária e secundária.  Além disso, compondo as condições de garantia de efetivação do Programa, foi criada uma extensa malha de rodovias, vários aeroportos, construção de company town, grandes hidrelétricas, em especial, a Hidrelétrica de Tucuruí.

## Projeto S11D em Parauapebas
O projeto S11D da Vale é um empreendimento de dimensões superlativas que irá obter o maior volume de investimentos privados no Brasil com a promessa de dar um novo fôlego ao desenvolvimento econômico e social no Pará e no Maranhão.
Este projeto consiste em uma expansão da atividade de extração e processamento de minério de ferro no Complexo Minerador de Carajás que está em operação desde 1985, com Licença de Operação e início do cronograma de implantação a partir de 2016. Tem como objetivo instalar mina e usina de processamento com capacidade nominal de extrair 90 milhões de toneladas métricas de minério de ferro por ano. Esta mina é considerada como a que contém o melhor minério o mundo, abastecendo o mercado nacional e internacional, com o Vale atuando nos municípios de Parauapebas e Canaã dos Carajás.

## Impactos e externalidades
O município de Parauapebas experimentou profunda transformação social, econômica e territorial com implementação de projetos de mineração, sobretudo de ferro, pela mineradora Vale. Haja vista que, para a mineradora, representa tanto uma estratégia de diversificação da sua produção, quanto de busca pela hegemonia global no setor de mineração. Para o Estado, a possibilidade de promover o crescimento econômico e o superávit da balança comercial nacional através das exportações minerais.
As demandas que motivam a implementação de grandes projetos de extração mineral, geralmente têm origem em locais distantes dos territórios onde são implantadas e pouco dialogam com as estratégias socioprodutivas e culturais dos grupos que sofrem os impactos diretos da implementação desses projetos. Ao assumir a lógica do mercado como única perspectiva, naturalizam-se também as disparidades socioambientais. Assim,pelo fato da  mineração  ser uma atividade de alto impacto social, trabalhista e ambiental. Quando a mineração se instala em uma cidade, as consequências são imediatas. A população aumenta desordenadamente, com trabalhadores atraídos pela ilusão do emprego fácil. Os problemas de transporte, moradia, educação e saúde pública aumentam, pois o sistema não comporta tal expansão. Assim, a cidade se torna dependente das mineradoras, que passam a determinar os rumos da política local.
No que tange, a questão ambiental,além da atividade provocar impacto severo no meio ambiente, gera externalidades.Haja vista que a mineração polui o ar, devido à poeira em suspensão, que causa sujeira e doenças respiratórias; destrói serras e matas, pois as minas a céu aberto precisam desmatar a vegetação existente e recortar o perfil das serras, e mata as nascentes de água, pois utiliza muita água, rebaixando os lençóis freáticos.Portanto, é na escala local que se manifestam as principais contradições, uma vez  que o intenso crescimento econômico proporcionado pela exploração mineral resulta, em contrapartida, na ampliação das disparidades socioeconômicas locais. Ou seja, é na escala local que encontra-se, aqueles que experimentam os principais impactos socioeconômicos negativos.